# الجماعة الإسلامية في جنوب شرق آسيا
الجماعة الإسلامية في جنوب شرق آسيا هي منظمة إسلامية مسلحة في جنوب شرق آسيا تهدف إلى إنشاء دولة إسلامية في جنوب شرق آسيا، تضم هذه الدولة إندونيسيا وماليزيا وجنوب الفلبين وسنغافورة وبروناي. الأمم المتحدة ربطت بين هذه الجماعة وتنظيم القاعدة أو طالبان.
في 25 أكتوبر 2002، مباشرة بعد تفجير بالي الذي نفذته الجماعة الإسلامية، أُضيفت الجماعة الإسلامية إلى قرار مجلس الأمن التابع للأمم المتحدة رقم 1267 باعتبارها جماعة إرهابية مرتبطة بـالقاعدة أو طالبان.
الجماعة الإسلامية منظمة عابرة للحدود لها خلايا في إندونيسيا وسنغافورة وماليزيا والفلبين. بالإضافة إلى القاعدة، يعتقد أيضًا أن الجماعة لها صلات مزعومة بجبهة تحرير مورو الإسلامية وجماعة أنصارُ التوحيد، وهي خلية منشقة عن الجماعة الإسلامية التي شكلها أبو بكر بشير في 27 يوليو 2008. تم تصنيف المجموعة على أنها جماعة إرهابية من قبل الأمم المتحدة وأستراليا وكندا والصين واليابان والمملكة المتحدة والولايات المتحدة. ظلت نشطة للغاية في إندونيسيا حيث احتفظت علنًا بموقع على الإنترنت اعتبارًا من يناير 2013.
في أكتوبر 2021، قال مدير تحديد الهوية والتنشئة الاجتماعية، المفرزة 88 محمد صديق، إن 876 عضوًا من الجماعة الإسلامية قد اعتقلوا وحُكم عليهم في إندونيسيا.
في 16 نوفمبر 2021، أطلقت الشرطة الوطنية الإندونيسية عملية قمع كشفت أن المجموعة تعمل متخفية كحزب سياسي ، حزب الدعوة الشعبي الإندونيسي . صدم هذا الوحي الكثير من الناس ، حيث كانت المرة الأولى في إندونيسيا التي تتنكر فيها منظمة إرهابية كحزب سياسي وتحاول التدخل والمشاركة في النظام السياسي الإندونيسي.

## الجدول الزمني
- في 12 آذار / مارس 2000 ، ألقي القبض على 3 من أعضاء الجماعة الإسلامية في مانيلا وكانوا يحملون متفجرات بلاستيكية في أمتعتهم. وسُجن أحدهم فيما بعد لمدة 17 عامًا.
- في 1 أغسطس 2000 ، حاولت الجماعة الإسلامية اغتيال السفير الفلبيني في إندونيسيا ، ليونيدس كاداي. انفجرت القنبلة عندما دخلت سيارته مقر إقامته الرسمي في وسط جاكرتا مما أسفر عن مقتل شخصين وإصابة 21 آخرين ، بمن فيهم السفير.
- 13 سبتمبر 2000 ، انفجرت سيارة مفخخة في ساحة انتظار مزدحمة أسفل مبنى بورصة جاكرتا مما أسفر عن مقتل 15 شخصًا وإصابة 20 آخرين.
- في 24 ديسمبر 2000 ، شاركت الجماعة الإسلامية في هجوم إرهابي منسق كبير ، تفجيرات عشية عيد الميلاد عام 2000 .
- 30 ديسمبر 2000 ، سلسلة من التفجيرات التي وقعت حول مترو مانيلا في الفلبين ، قتل 22 وأصيب أكثر من مائة. في السنوات التالية ، وجه العديد من أعضاء الجماعة الإسلامية للاشتباه في تورطهم في التفجيرات.
- في 5 يونيو / حزيران 2002 ، اعتقلت السلطات الإندونيسية الكويتي عمر الفاروق . بعد تسليمه إلى السلطات الأمريكية ، اعترف لاحقًا بأنه أحد كبار عناصر القاعدة الذين تم إرسالهم إلى جنوب شرق آسيا لتنظيم هجمات ضد المصالح الأمريكية. يكشف للمحققين عن خطط مفصلة لموجة إرهابية جديدة في جنوب شرق آسيا.

بعد العديد من التحذيرات من قبل السلطات الأمريكية بشأن تهديد إرهابي موثوق به في جاكرتا ، في 23 سبتمبر 2002 ، انفجرت قنبلة يدوية في سيارة بالقرب من مقر إقامة مسؤول بالسفارة الأمريكية في جاكرتا ، مما أسفر عن مقتل أحد المهاجمين.
- في 26 سبتمبر 2002 ، أصدرت وزارة الخارجية الأمريكية تحذيرًا من السفر تحث فيه الأمريكيين وغيرهم من الغربيين في إندونيسيا على تجنب الأماكن مثل الحانات والمطاعم والمناطق السياحية.
- 2 أكتوبر / تشرين الأول 2002 ، لقي جندي أمريكي واثنين من الفلبينيين مصرعهم في هجوم بقنبلة مسمار نفذتها الجماعة الإسلامية خارج حانة في مدينة زامبوانجا جنوب الفلبين .
- 10 أكتوبر / تشرين الأول 2002 ، انفجرت قنبلة في محطة للحافلات في مدينة كيداباوان جنوب الفلبين ، مما أسفر عن مقتل ستة أشخاص وإصابة 24 آخرين. في نفس اليوم ، سلمت السفيرة الأمريكية في جاكرتا ، رالف بويس ، شخصياً ، إلى الرئيس الإندونيسي ، رسالة بقلق متزايد من أن يصبح الأمريكيون أهدافًا لأعمال إرهابية في بلدها.
- في 12 أكتوبر / تشرين الأول 2002 ، في الذكرى الثانية لتفجير المدمرة الأمريكية كول في اليمن ، قتلت سيارة مفخخة ضخمة أكثر من 202 وجرح 300 في منتجع جزيرة بالي الإندونيسية . معظمهم من الأجانب ، ومعظمهم من السياح الأستراليين. وسبقه انفجار في القنصلية الأمريكية في دينباسار المجاورة . والهجوم المعروف بتفجيرات بالي عام 2002 هو أكثر الهجمات دموية التي نفذتها الجماعة الإسلامية حتى الآن.
- ألقت الشرطة الإندونيسية القبض على بشير وحكمت عليه بعقوبة مخففة بتهمة الخيانة .[8]
- وكان حنبلي قد اعتقل في تايلاند في 11 أغسطس / آب 2003 ، وهو محتجز حاليا وينتظر محاكمته من قبل اللجان العسكرية في خليج غوانتانامو بكوبا.
- تم استخدام دليل قنبلة نشرته الجماعة الإسلامية في تفجير بالي الإرهابي عام 2002 ، وتفجير فندق جي دبليو ماريوت عام 2003 ، وتفجير القنصلية الفلبينية في جاكرتا ، وتفجير بورصة جاكرتا ، وتفجيرات ليلة عيد الميلاد .
- اعترف جاك روش الأسترالي المولود في بريطانيا بأنه جزء من مؤامرة الجماعة الإسلامية لتفجير السفارة الإسرائيلية في كانبيرا ، أستراليا
- في 28 مايو / أيار 2004. وحُكم عليه بالسجن 9 سنوات في 31 مايو / أيار. اعترف الرجل بلقاء شخصيات مثل أسامة بن لادن في أفغانستان. [55]
- ويشتبه على نطاق واسع في أن الجماعة الإسلامية مسؤولة عن التفجير الذي وقع خارج السفارة الأسترالية في جاكرتا في 9 سبتمبر / أيلول 2004 ، والذي أسفر عن مقتل 11 إندونيسيًا وجرح أكثر من 100 آخرين.[9]

كما يشتبه في ارتكابهم تفجيرات بالي في 1 أكتوبر 2005 .
- 9 نوفمبر 2005 ، قتل الخبير في صنع القنابل والشخصية المؤثرة في منظمة إرهابية إندونيسية ، أزهري حسين في غارة في باتو ، جاوة الشرقية .
- 5 آب / أغسطس 2006 ، ظهر الظواهري من تنظيم القاعدة على شريط فيديو مسجل يعلن أن الجماعة الإسلامية والقاعدة قد انضمتا إلى صفوفهما وأن الجماعتين ستشكلان "صفًا واحدًا في مواجهة أعدائها".
- 13 يونيو 2007 ، ألقت الشرطة الإندونيسية القبض على أبو دجانة ، رئيس العمليات العسكرية للجماعة الإسلامية.
- في 15 يونيو 2007 ، أعلنت الشرطة الإندونيسية القبض على زركسيه ، الذي كان يقود الجماعة الإسلامية منذ القبض على حنبلي. ويعتقد أن الزرقاسية هو أمير الجماعة الإسلامية.
- في 27 شباط / فبراير 2008 ، هرب زعيم الجماعة الإسلامية في سنغافورة ، ماس سلامات بن كاستري ، من مركز احتجاز طريق وايتلي.[9]
- 1 أبريل 2009 ، تم الاستيلاء على ماس سلامات بن قستري في غارة قام بها باسوكان جيراكان خاس والفرع الخاص في جوهور ، ماليزيا.
- في 17 يوليو 2009 ، ألقت الجماعة الإسلامية باللوم على الهجمات على فندق ريتز كارلتون جاكرتا وفنادق جي دبليو ماريوت في جاكرتا. [62]
- 17 سبتمبر 2009 ، قُتل نور الدين توب في مداهمة شنتها الشرطة الإندونيسية في سولو بجاوا الوسطى . توب كان مجندًا وصانع قنابل وخبير تفجيرات للجماعة الإسلامية. [64] ومع ذلك ، في وقت لاحق ادعى زملاؤه في الجماعة الإسلامية أن نور الدين قد شكل خليته المنشقة الخاصة به والتي كانت أكثر عنفًا وتشددًا. ولقب لفترة وجيزة بأنه "أكثر المطلوبين للمتشددين الإسلاميين في جنوب شرق آسيا".
- 9 مارس 2010 ، قتل دولماتين في غارة قام بها Detasemen khusus 88 في بامولانج ، جنوب تانجيرانج
- في 13 ديسمبر 2010 ، اتهمت الشرطة الإندونيسية أبو بكر بشير ، الرئيس الروحي للجماعة الإسلامية ، بالتورط في خطط إرهابية وتدريبات عسكرية في إقليم أتشيه. ويُعاقب بالإعدام على تهمة تحريض الآخرين على ارتكاب الإرهاب.
- في يناير 2012 ، أعلن الجيش الفلبيني أنه قتل اثنين من القادة الرئيسيين للجماعة الإسلامية ، ماليزي يُدعى ذو الكفل بن هير (ويعرف *أيضًا باسم مروان) ومحمد علي (المعروف أيضًا باسم معاوية). ذكرت مصادر استخباراتية رفيعة في وقت لاحق أن هير وعلي نجا من الضربة الجوية. تم التراجع عن تقارير وفاة بن هير مرة أخرى في عام 2014.[10]
- في 14 ديسمبر 2012 ، حاولت الشرطة الفلبينية قتل إرهابي ماليزي مشتبه به بعد أن كان يحاول تفجير قنبلة في مدينة دافاو بالفلبين ، بما في ذلك زوجة من منطقة بيكول بعد أن ألقت الشرطة القبض عليه.
- في 26 فبراير 2014 ، ترك صانع القنابل الشيخ كهار موندوس قنبلة في دراجة نارية مخبأة في قاعة المدينة في كاجايان دي أورو سيتي ، الفلبين .
- 27 يونيو 2014 ، تم الكشف عن عبد الباسط عثمان ، صانع القنابل الذي قُتل كذبا في غارة جوية أمريكية في باكستان في عام 2010 ، أنه على قيد الحياة ويشكل تهديدا إرهابيا محتملا.
- 16 سبتمبر 2014 ، أعلنت الجماعة الإسلامية مسؤوليتها عن تفجير نصب ريزال أمام مبنى البلدية في مدينة جنرال سانتوس بالفلبين ، مما أسفر عن مقتل شخص وإصابة 7.[11]
- 25 يناير 2015 ، قتل عضو الجماعة الإسلامية ذو الكفل عبدهير في الفلبين ، وهي عملية أسفرت أيضًا عن مقتل 44 من ضباط الشرطة. [73]

1 يوليو / تموز 2019 ، اعتقلت الشرطة الإندونيسية بارا ويجايانتو ، الذي قيل إنه كان زعيم الجماعة الإسلامية منذ عام 2007. [74]
- في 2 يوليو 2019 ، بعد اعتقال الزعيم بارا ويجايانتو ، تتبعت وحدة مكافحة الإرهاب Densus 88 في إندونيسيا مزارع زيت النخيل كمصدر لتمويل المجموعة ، وفقًا للمتحدث باسم الشرطة الوطنية العميد. الجنرال ديدي براسيتيو. [75] [76]
- 23 نوفمبر 2020 ، ألقت الشرطة الإندونيسية القبض على أوبيك لاوانجا ، المتورط في تفجيرات بالي 2002 . يتضمن دوره صنع قنابل لاستخدامها في عدة هجمات إرهابية.[12]
- 10 ديسمبر 2020 ، ألقت الشرطة الإندونيسية القبض على Zulkarnaen ، مسؤول وقيادي رفيع المستوى في الجماعة الإسلامية. ويقال إنه كان العقل المدبر للعديد من الهجمات الإرهابية ، بما في ذلك تفجيرات بالي عام 2002 ، وتفجيرات عيد الميلاد عام 2000 ، وتفجير جي دبليو ماريوت عام 2003 .[13][14]